# Živa Zdolšek
Živa Zdolšek (ur. 10 października 1989 w Celje) – słoweńska koszykarka, występująca na pozycjach rzucającej lub niskiej skrzydłowej, reprezentantka kraju.

## Osiągnięcia
Na podstawie, o ile nie zaznaczono inaczej.

### Drużynowe
- Wicemistrzyni Słowenii (2012–2017)[3][4][5][6][7][8]
- Zdobywczyni Pucharu Słowenii (2014)[5]
- Finalistka Pucharu Słowenii (2012, 2015–2017)[3][6][7][8]

### Indywidualne
(* – nagrody przyznane przez portal eurobasket.com)
- Defensywna zawodniczka roku ligi słoweńskiej (2012, 2014)*[3][5]
- Najlepsza skrzydłowa ligi słoweńskiej (2014, 2016, 2017)*[5][7][8]
- Zaliczona do*:
  - I składu:
    - ligi:
      - słoweńskiej (2012–2014, 2016, 2017)[3][4][5][7][8]
      - zawodniczek krajowych ligi słoweńskiej (2012–2014, 2016)[3][4][5][7]
      - defensywnego ligi słoweńskiej (2012–2017)[3][4][5][6][7][8]

  - II składu ligi słoweńskiej (2010, 2015)[9][6]
  - składu honorable mention ligi słoweńskiej (2011)[10]
- Uczestniczka meczu gwiazd ligi słoweńskiej (2012, 2014, 2015, 2017)[3][5][6][8]
- Liderka w zbiórkach ligi słoweńskiej (2016 – 9,1)[7]

### Reprezentacja

#### Seniorska
5x5
- Uczestniczka:
  - mistrzostw Europy (2017 – 14. miejsce)
  - kwalifikacji do Eurobasketu (2012/2013, 2014/2015, 2016/2017)

3x3
- Wicemistrzyni Europy 3x3 (2014)
- Uczestniczka:
  - mistrzostw Europy 3x3 (2014, 2016 – 10. miejsce)
  - igrzysk europejskich (2015 – 4. miejsce)
  - kwalifikacji do mistrzostw Europy 3x3 (2014 – 5. miejsce, 2016 – 4. miejsce)

#### Młodzieżowe
- Uczestniczka mistrzostw Europy dywizji B:
  - U–18 (2007)
  - U–16 (2004 – 6. miejsce, 2005 – 7. miejsce)